# Harnischia ginzandeeus
Harnischia ginzandeeus är en tvåvingeart som beskrevs av Sasa och Suzuki 2001. Harnischia ginzandeeus ingår i släktet Harnischia och familjen fjädermyggor. Inga underarter finns listade i Catalogue of Life.